# Robert Lechner
Robert Lechner (ur. 22 stycznia 1967 w Bruckmühl) – niemiecki kolarz torowy, brązowy medalista olimpijski.

## Kariera
Największy sukces w karierze Robert Lechner osiągnął w 1988 roku, kiedy wywalczył brązowy medal w wyścigu na 1 km podczas igrzysk olimpijskich w Seulu. W zawodach tych wyprzedzili go jedynie Aleksandr Kiriczenko z ZSRR oraz Australijczyk Martin Vinnicombe. Był to jedyny medal wywalczony przez Lechnera na międzynarodowej imprezie tej rangi oraz jego jedyny start olimpijski. Ponadto wielokrotnie zdobywał medale torowych mistrzostw kraju, w tym dwa złote w swej koronnej konkurencji w latach 1986 i 1988. Nigdy nie zdobył medalu na torowych mistrzostwach świata.